# Beaver (Oregon)
Beaver és una concentració de població designada pel cens dels Estats Units a l'estat d'Oregon. Segons el cens del 2000 tenia 145 habitants.== Demografia ==Segons el cens del 2000, Beaver tenia 145 habitants, 60 habitatges, i 43 famílies. La densitat de població era de 140 habitants per km². Dels 60 habitatges en un 33,3% hi vivien nens de menys de 18 anys, en un 56,7% hi vivien parelles casades, en un 13,3% dones solteres, i en un 26,7% no eren unitats familiars. En el 23,3% dels habitatges hi vivien persones soles el 16,7% de les quals corresponia a persones de 65 anys o més que vivien soles. El nombre mitjà de persones vivint en cada habitatge era de 2,42 i el nombre mitjà de persones que vivien en cada família era de 2,84. Per edats la població es repartia de la següent manera: un 25,5% tenia menys de 18 anys, un 5,5% entre 18 i 24, un 23,4% entre 25 i 44, un 29% de 45 a 60 i un 16,6% 65 anys o més.L'edat mediana era de 40 anys. Per cada 100 dones de 18 o més anys hi havia 92,9 homes. La renda mediana per habitatge era de 34.286 $ i la renda mediana per família de 38.542 $. Els homes tenien una renda mediana de 21.250 $ mentre que les dones 13.750 $. La renda per capita de la població era de 17.284 $. Cap de les famílies i el 7,9% de la població estaven per davall del llindar de pobresa.== Poblacions més properes ==El següent diagrama mostra les poblacions més properes.